# Ottavio Rinuccini
Pour les articles homonymes, voir Rinuccini.
 (août 2017).
Si vous disposez d'ouvrages ou d'articles de référence ou si vous connaissez des sites web de qualité traitant du thème abordé ici, merci de compléter l'article en donnant les références utiles à sa vérifiabilité et en les liant à la section « Notes et références ».
Ottavio Rinuccini, né le 20 janvier 1563 à Florence et mort le 28 mars 1621 dans la même ville, est un poète et librettiste d'opéra italien de la fin de la Renaissance et du début du Baroque.

## Biographie
Poète et dramaturge italien, proche des camerate (académies) florentines, dans lesquelles s'est pensée et préparée l'invention de l'opéra, comme une restauration de la tragédie antique. 
Ottavio Rinuccini a suivi Marie de Médicis en France, et fut gentilhomme de la Chambre sous Henri IV. 

### Œuvres
On lui doit les premiers poèmes d'opéra de l'histoire, des drames lyriques :
- Dafne, (1598), mis en musique par Jacopo Peri. La musique en est perdue.
- Euridice, (1600), mis en musique par Jacopo Peri (Euridice (Peri)) et Giulio Caccini (Euridice (Caccini)). Créée à Florence pour célébrer les futures noces d'Henri IV et de Marie de Médicis.
- L'Arianna (« Ariane »), (1608), mis en musique par Claudio Monteverdi, représenté à Mantoue. Musique perdue, sauf le « Lamento » de la scène 6.
- Il Ballo delle Ingrate (« Le Ballet des Ingrates »), (1608), mis en musique par Claudio Monteverdi. Publié dans le VIIIe Livre de Madrigaux, Venise, 1638. Il ballo delle ingrate n'est pas un opéra, mais un madrigal, c'est-à-dire un poème mis en musique, comme, plus tard, le lied allemand.

De nombreux poèmes de Rinuccini ont été également mis en musique par Monteverdi, dont il fut l'un des proches. Cf.  le « Lamento della Ninfa » dans le VIIIe Livre de Madrigaux « guerriers et amoureux ».
Dans son Euridice, la déclamation, pensée comme imitation des anciens, et privilégiant l'intelligibilité du texte et la traduction expressive des sentiments (affetti) qu'il porte, est appelée recitar cantando (récit chanté). Elle est à l'origine du style vocal appelé récitatif, qui s'opposera plus tard au lyrisme plus prononcé des airs (arie).
Ses Œuvres ont été imprimées, de manière posthume, à Florence, en 1622 :
- Poesie del Signor Ottavio Rinuccini : alla Maesta cristianissima di Luigi XIII, re di Francia, e di Navarra, appresso I. Giunti, Florence, 1622 (lire en ligne)